# Pierre Laurens
Pour les articles homonymes, voir Laurens.
Pierre Laurens, né le 26 mars 1931 à Tarbes, est un universitaire et latiniste français,. 
Professeur émérite des universités, il est membre de l'Académie des inscriptions et belles-lettres depuis 2014.

## Biographie
Pierre Laurens est agrégé de lettres en 1955, professeur au lycée de Saint-Lô (1957-1961) et Junior fellow au Center for Hellenic Studies de l’université Harvard en 1965, il est maître de conférence puis professeur à la l'université de Poitiers et à l'université Paris 1 Panthéon-Sorbonne,.
Docteur ès lettres en 1979, il est directeur de l’Institut de latin de l’université de Poitiers (1967-1988), directeur de la section de Littérature néo-latine au Centre d’Études supérieures de la Renaissance (1979-1988) et directeur du Groupement de Recherche « Édition et étude des textes latins humanistiques » au Centre national de la recherche scientifique, il est également membre des Conseils d’administration de l’université de Poitiers (1982-1988), de l’université de Paris-Sorbonne (1993-1999) et de l’Association Guillaume-Budé (depuis 2000), du Comité Scientifique de l’Institut de Recherche et d’Histoire des Textes (1997-2000) et du Conseil scientifique international de restauration de la Galerie des Glaces (2005-2007). 
Professeur invité dans plusieurs universités d'Amérique du Nord, d'Europe et d'Asie, il est membre de la Société des Études latines, de la Société internationale des Études néo-latines, membre fondateur et président de la Société Française des Études néolatines (1996 à 2000), membre de la Société internationale d’Histoire de la Rhétorique (membre du Conseil de 1985 à 1989) et de la Society for Emblem Studies (1993-2003), il est pareillement membre correspondant de l’Académie pontanienne. 
Directeur des Cahiers de l’Humanisme et membre du Comité de rédaction d’Albertiana, de la Revue de Philologie, de Fontes et des Studi umanistici, il est élu en 2014 membre de l'académie des inscriptions et belles-lettres au fauteuil d'André Crépin.

## Décorations
- Chevalier de la Légion d'honneur[4].
- Commandeur de l'ordre des Palmes académiques (2024)[8]
- Chevalier de l'ordre des Arts et des Lettres (2016)[9].

## Publications

### Ouvrages
- Ils l'ont dit avant nous : Présence des classiques, Paris, Les Belles Lettres, coll. Essais, 208 p., 2024  (ISBN 9782251455143)
- Pétrarque. Index général, Paris, Les Belles Lettres, 2019.
- Les Mots latins pour Mathilde : Petites leçons d'une grande langue, Paris, Les Belles Lettres, 2016.
- Histoire critique de la littérature latine : De Virgile à Huysmans, Paris,  Les Belles Lettres, 2014.
- L'Âge de l'inscription : La rhétorique du monument en Europe du XVe au XVIIe siècle (avec Florence Vuilleumier Laurens), Paris, Les Belles Lettres, 2010.
- La dernière Muse latine : Douze lectures poétiques de Claudien à la génération baroque, Paris, Les Belles Lettres, 2008.
- Anthologie de l'épigramme de l'Antiquité à la Renaissance, Paris, Gallimard, 2004.
- L'Abeille dans l'ambre : Célébration de l'épigramme de l'époque alexandrine à la fin de la Renaissance, Paris, Les Belles Lettres, 1989.
- Musæ reduces : La poésie latine dans l’Europe de la Renaissance, Leyde, Brill, 1974.

### Traductions
- Pétrarque. Correspondance choisie, Paris, Les Belles Lettres, 2019.
- Pétrarque. L' Afrique / Affrica, Tome II, Paris, Les Belles Lettres, 2018.
- André Alciat. Les Emblèmes, Paris, Les Belles Lettres, 2016.
- Pétrarque. Lettres familières, Tome V, Paris, Les Belles Lettres, 2015.
- Pétrarque. Lettres de la vieillesse, XVI-XVIII, Paris, Les Belles Lettres, 2014.
- Leon Battista Alberti. Momus ou le Prince (Fable politique), Paris, Les Belles Lettres, 2014.
- Marc Antoine Muret. Julius Cæsar, Paris, Les Belles Lettres, 2012.
- Anthologie grecque. Anthologie Palatine (Livre X : Les épigrammes morales), Tome IX, Paris, CUF, 2011.
- Marsile Ficin. Commentaire sur le Banquet de Platon, de l'amour, Paris, Les Belles Lettres, 2002.
- Leon Battista Alberti. Fables sans morale, suivies des Prophéties facétieuses de Léonard de Vinci, Paris, Les Belles Lettres, 1997.
- Baltasar Gracián. La Pointe ou l’Art du génie, Lausanne, Unesco, 1983.
- Érasme. Correspondance, tome VII (1527-1528), Bruxelles, Presses académiques européennes, 1978.
- Anthologie grecque, 2. Anthologie palatine, (Livre IX, 359-827), Tome VIII, Paris, Les Belles Lettres, 1974.